# Маяк (Сарикольський район)
Мая́к (каз. Маяк) — село у складі Сарикольського району Костанайської області Казахстану. Адміністративний центр та єдиний населений пункт Маяцької сільської адміністрації.
Населення — 661 особа (2021; 954 у 2009, 1341  у 1999, 1698 у 1989).